# 中西浩一
中西 浩一（なかにし こういち、1946年9月15日 - ）は、日本の実業家、馬主。
紳士服や婦人服の製造・販売を手掛ける株式会社オンリーの創業者で、現在は同社の相談役を務める。

## 経歴
1946年、京都府出身。京都府立鴨沂高等学校を卒業後、1965年に紳士服渡辺に入社。その後1970年に独立し紳士服中西を開業、1976年には株式会社オンリーを設立し代表取締役社長となる。2014年より同社取締役会長、2019年より同社代表取締役会長、2020年より同社取締役相談役、2023年より同社相談役。

## 馬主活動

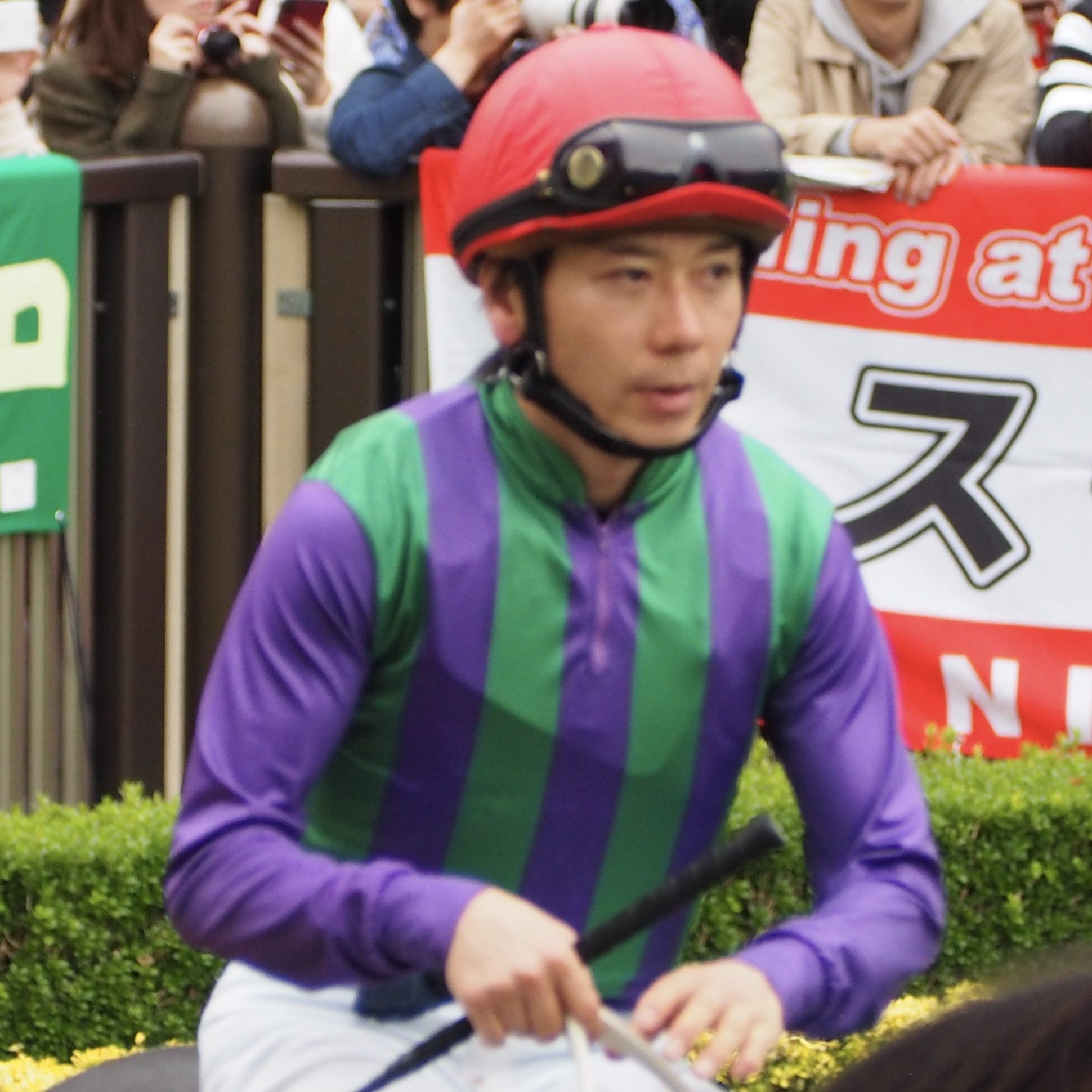
中西の勝負服を着用した柴田大知

日本中央競馬会（JRA）および地方競馬全国協会（NAR）に登録する馬主として知られる。勝負服の柄は緑、紫縦縞、紫袖で、冠名には「テーラー」を用いる。
馬主を志したきっかけは、子供の頃に父に連れられて競馬場を訪れた際に見かけた馬主の姿に憧れたことから。2020年に所有馬のアイラブテーラーが高松宮記念に出走した折には、レースを盛り上げようと自身の勝負服柄のネクタイとスカーフを製造し、ファンに抽選でプレゼントしている。

## 主な所有馬

### GI級競走優勝馬
- アイコンテーラー（2023年JBCレディスクラシック、2024年川崎記念3着）

### 重賞競走優勝馬
- アイアンテーラー（2018年クイーン賞、2019年マリーンカップ2着）

### その他の所有馬
- アイラブテーラー（2019年京阪杯2着、2020年淀短距離ステークス）